# Rexton (Hörsystemhersteller)
Die Rexton war eine auf Hörsysteme spezialisierte international tätige Schweizer Unternehmensgruppe mit Sitz in Albisrieden und Zug. Sie galt 1986 als einer der weltweit grössten Anbieter der Branche.

## Geschichte

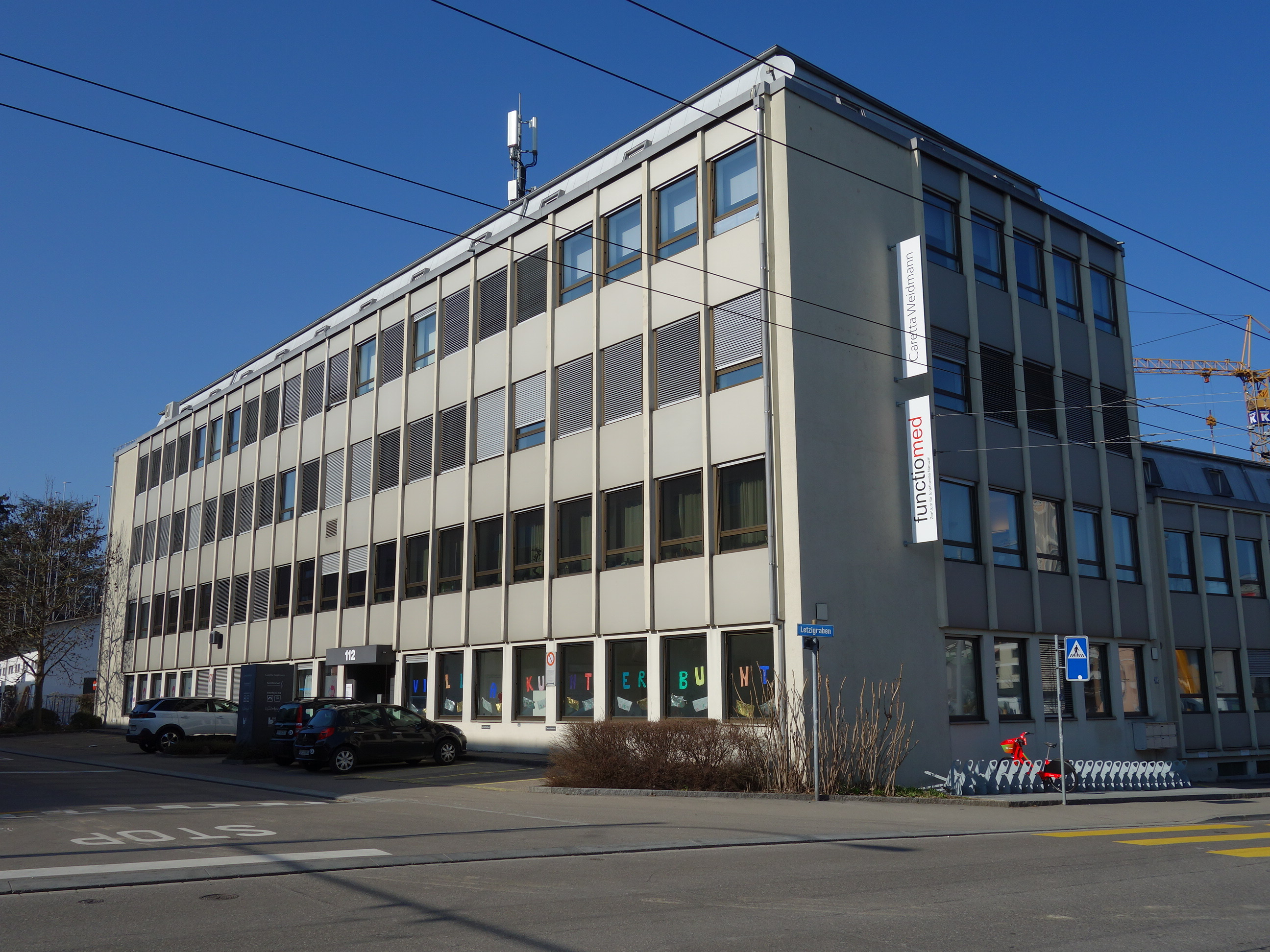
Ehemalige Rexton Produktionsstätte, Langgrütstrasse, Zürich-Albisrieden

Die Rexton wurde 1955 von Paul Bommer gegründet. Der Pfarrersohn Bommer wollte zuerst Arzt werden, wurde jedoch Unternehmer, begann mit Hörgeräten zu handeln und 1957 mit der Produktion von Hörgeräten.
Ab den 1960er Jahren wurden die Rexton-Hörgeräte an der Langgrütstrasse in Zürich-Albisrieden produziert. 1962 präsentierte Bommer an der Basler Mustermesse ein Miniaturhörgerät, die «Rexton Perle». Das In-dem-Ohr-Hörgerät (IdO) war mit einem Transistorhörverstärker, einer Batterie, einem Mikrofon, einem Empfänger und einem Lautstärkeregler ausgerüstet und wog 5 Gramm.
In den 1970er Jahren gründete Bommer eine Filiale in Singapur. In Japan wurden seine Hörgeräte unter dem Label Sony vertrieben. 1977 begann der Vertrieb und Verkauf in Ecuador.
Bommer half den Grundstein für die professionelle Ausbildung zum Hörakustiker zu legen, dessen Kenntnis und Erfahrung für die individuelle Anpassung einer Hörhilfe notwendig ist.
1986 verkaufte Bommer die Firmengruppe Rexton 1986 an Siemens. Er vertreibt weiterhin als Einmannbetrieb an seinem Wohnsitz im Zürcher Albisrieden Hörgeräte unter eigenem Namen.
Das von Paul Bommer in Zürich aufgebaute Unternehmen beschäftigte um 1995 rund 3000 Mitarbeiter auf drei Kontinenten – Europa, Nordamerika und Asien.
2014 verkaufte der Siemens-Konzern die Siemens Audiology Solutions für 2,15 Milliarden Euro dem schwedischen Wallenberg-Unternehmen EQT Partners. Das von Siemens verkaufte Paket bestand zu 70 % aus Bommers Rexton.
Aus der Siemens Audiology Solutions ging im Jahr 2015 die Sivantos-Gruppe hervor. Sivantos gehört zu den drei weltweit grössten Herstellern von Hörgeräten und vertreibt Hörgeräte der Marken Signia, Siemens, Audio Service, A&M und Rexton. Rexton wird von Sivantos als Marke weiterhin geführt. Seit 1. März 2019 ist die Sivantos-Gruppe Teil von WS Audiology, einem Unternehmen, das durch den Zusammenschluss von Sivantos mit Sitz in Singapur und Widex mit Sitz in Lynge/Dänemark gegründet wurde.